# Martie 2020
Acest articol este generat integral pe baza informațiilor din articolul 2020 și este actualizat periodic de un robot.
 Editările făcute în articol vor fi șterse la următoarea actualizare! Dacă doriți să faceți modificări, editați articolul-sursă.

ianuarie -
februarie -
martie -
aprilie -
mai -
iunie -
iulie -
august -
septembrie -
octombrie -
noiembrie -
decembrie
Martie 2020 a fost a treia lună a anului și a început într-o zi de duminică.

## Evenimente

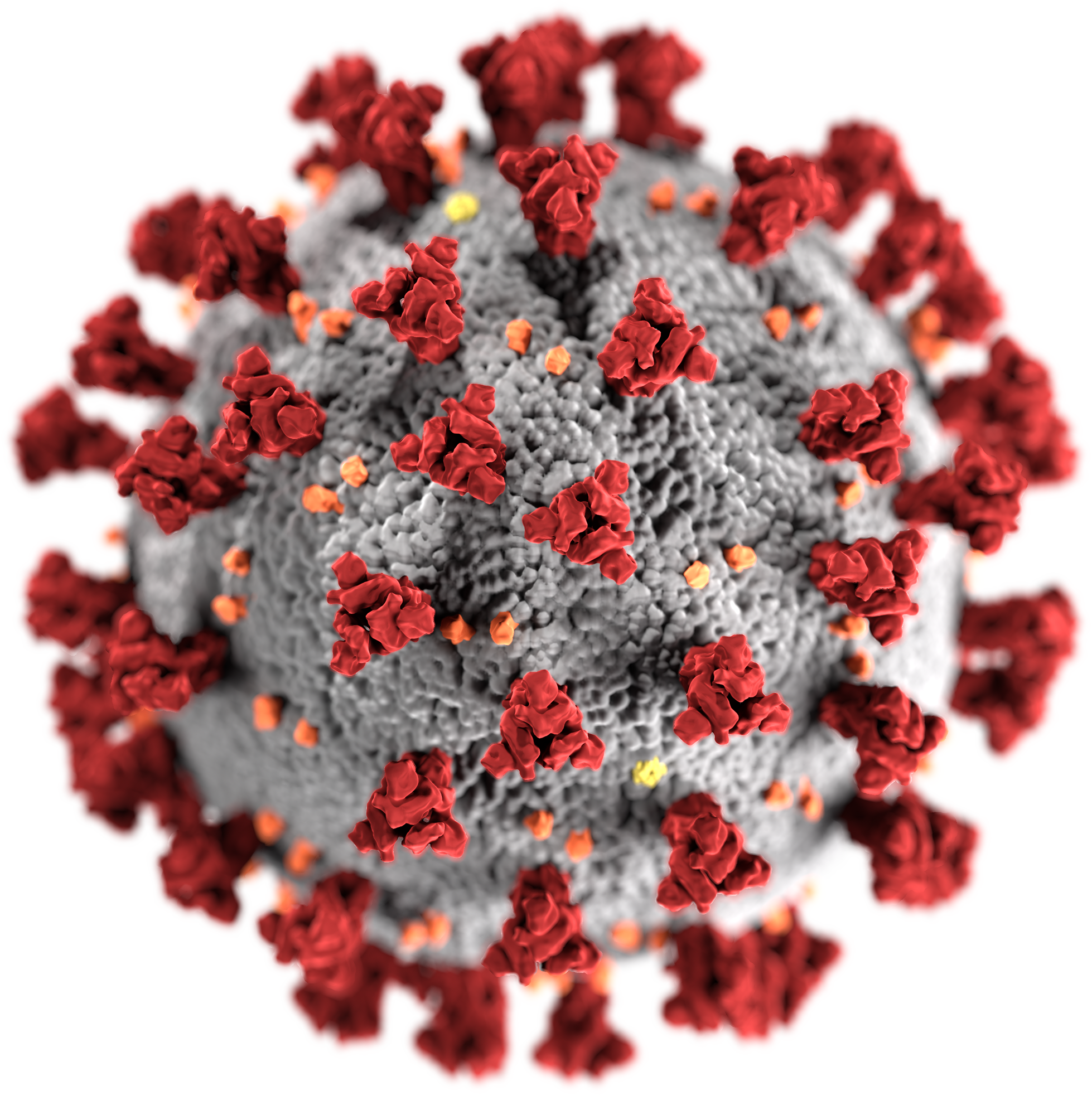
Pandemia de coronaviroză (COVID-19). Reprezentare grafică a coronavirusului SARS-CoV-2.

- 2 martie: Vaticanul deschide pentru istorici arhivele secrete ale lui Papa Pius al XII-lea din timpul celui de-al Doilea Război Mondial, care a fost acuzat în mai multe rânduri că a preferat să închidă ochii la atrocitățile comise de naziști față de evrei.[1]
- 8 martie: Pentru a limita epidemia de coronavirus, România interzice evenimentele cu peste 1000 de participanți. În țară se înregistrează 15 cazuri de coronavirus, dintre care 5 pacienți au fost declarați vindecați și externați.[2]
- 9 martie: Premierul Ludovic Orban anunță că toate școlile din România vor fi închise în perioada 11-22 martie, cu posibilitatea de prelungire a măsurii.
- 10 martie: Italia intră în prima zi de carantină la nivel național, după ce numărul celor infectați ajunge la 9.172, iar numărul deceselor la 463.[3][4]
- 11 martie: Organizația Mondială a Sănătății declară oficial pandemie de coronavirus. La nivel mondial se înregistrează 4.380 de decese și 121.811 cazuri de infectare în 114 țări.[5]
- 12 martie: Florin Cîțu și-a depus mandatul de premier desemnat.[6]
- 13 martie: Organizația Mondială a Sănătății (OMS) anunță oficial depășirea pragului de 5.000 de decese la nivel mondial din cauza coronavirusului. „Europa este în prezent epicentrul pandemiei de Covid-19” a declarat directorul OMS.[7]
- 14 martie: Reunit într-o sesiune extraordinară, Parlamentul a învestit Guvernul Orban 2 cu 286 de voturi „pentru”, 23 de voturi „împotrivă” și o abținere.[8]
- 14 martie: România a depășit pragul de 100 de persoane infectate cu coronavirus și intră în scenariul al treilea din lupta împotriva coronavirusului  (101-2000 cazuri). Printre măsuri se numără restricționarea adunărilor publice cu mai mult de 50 de persoane, spitalele de boli infecțioase nu vor mai trata decât pentru Covid-19, vor fi aduși medici suplimentari, noi restricții în ceea ce privește circulația, etc.[9][10]

- 14 martie: Președintele Klaus Iohannis anunță că România va intra în stare de urgență începând de luni, 16 martie.[11]
- 14 martie: Spania plasează oficial întreaga țară în carantină cvasi-totală timp de două săptămâni după ce a declarat stare de urgență cu o zi mai înainte.[12]
- 14 martie: Guvernul francez închide restaurante, baruri și magazine din toată țara din cauza pandemiei COVID-19. Farmaciile, magazinele alimentare și băncile rămân deschise.[13]
- 15 martie: Vaticanul a decis ca toate celebrările liturgice din Săptămâna Mare vor avea loc fără credincioși în Piața Sf. Petru, din cauza coronavirusului.
- 16 martie: Piețele asiatice scad substanțial, iar piețele europene se deschid cu pierderi uriașe.[14]
- 16 martie: În încercarea de a frâna propagarea pandemiei de coronavirus tot mai multe state iau măsuri: unele țări își închid granițele total (Spania),[15] altele doar cu țările vecine (Germania),[16] iar altele închid granițele pentru cetățenii străini (Ungaria, Canada, Rusia).[17][18] Se cere populației să restricționeze deplasările neesențiale; multe țări au închis școlile, iar unele state au suspendat sau au limitat transportul public.[19] S-au anulat sau amânat evenimente sportive, culturale, sociale. S-a declarat stare de urgență în mai multe țări (SUA, Spania, Italia, Slovacia, Ungaria, Cehia, România, Bulgaria, Finlanda, Elveția).[20]
- 17 martie: Liderii Uniunii Europene au închis frontierele externe al UE și spațiul Schengen timp de cel puțin 30 de zile.[21]
- 17 martie: Autoritățile române anunță suspendarea activității restaurantelor, barurilor și cafenelelor, fiind permise doar servicii de tip „drive-in” sau „livrare la client”.
- 18 martie: Peste 850 de milioane de studenți nu frecventează școala din cauza pandemiei coronavirusului, potrivit UNESCO.[22]
- 18 martie: Pentru prima dată în istorie, Concursul Muzical Eurovision 2020 a fost anulat din cauza pandemiei de coronavirus.
- 19 martie: Italia a devenit țara cu cel mai mare număr de decese (3.405 decese) provocate de epidemia de COVID-19 pe plan mondial, depășind China (3.245 decese).[23]
- 20 martie: Numărul total de decese de COVID-19 depășește 10.000, iar numărul total de persoane infectate ajunge la un sfert de milion.[24]
- 22 martie: Armata americană a anunțat că a testat cu succes, cu o zi în urmă, prototipul unei rachete hipersonice. Pentagonul a specificat „prototipul a zburat cu o viteză hipersonică - de peste cinci ori viteza sunetului - și a atins ținta desemnată”. Rusia și China dețin deja astfel de arme.[25][26]
- 22 martie: România raportează primele două decese de COVID-19 și 433 de persoane infectate.[27]
- 24 martie: Jocurile Olimpice de la Tokyo au fost amânate pentru 2021 ca răspuns la pandemia de coronavirus.[28]

- 24 martie: Președintele Klaus Iohannis anunță introducerea carantinei totale în România începând cu 25 martie. Practic ieșirea din casă va fi permisă doar pentru a merge la serviciu sau pentru cumpărături de alimente.[29]
- 25 martie: Spania, cu 3.434 de decese din cauza coronavirusului, devine a doua țară, după Italia, care a depășit China în ceea ce privește numărul deceselor din cauza COVID-19.[30]
- 25 martie: Guvernul de coaliție din Kosovo a fost demis printr-o moțiune de cenzură, punctul culminant al luptelor interne pentru putere care privează teritoriul sărac de conducere în plină pandemie de coronavirus.
- 26 martie: Marea Barieră de Corali a Australiei este afectată, pentru a treia oară în ultimii cinci ani, de o albire în masă.[31][32]
- 27 martie: Macedonia de Nord a devenit cel de-al 30-lea stat membru al NATO.

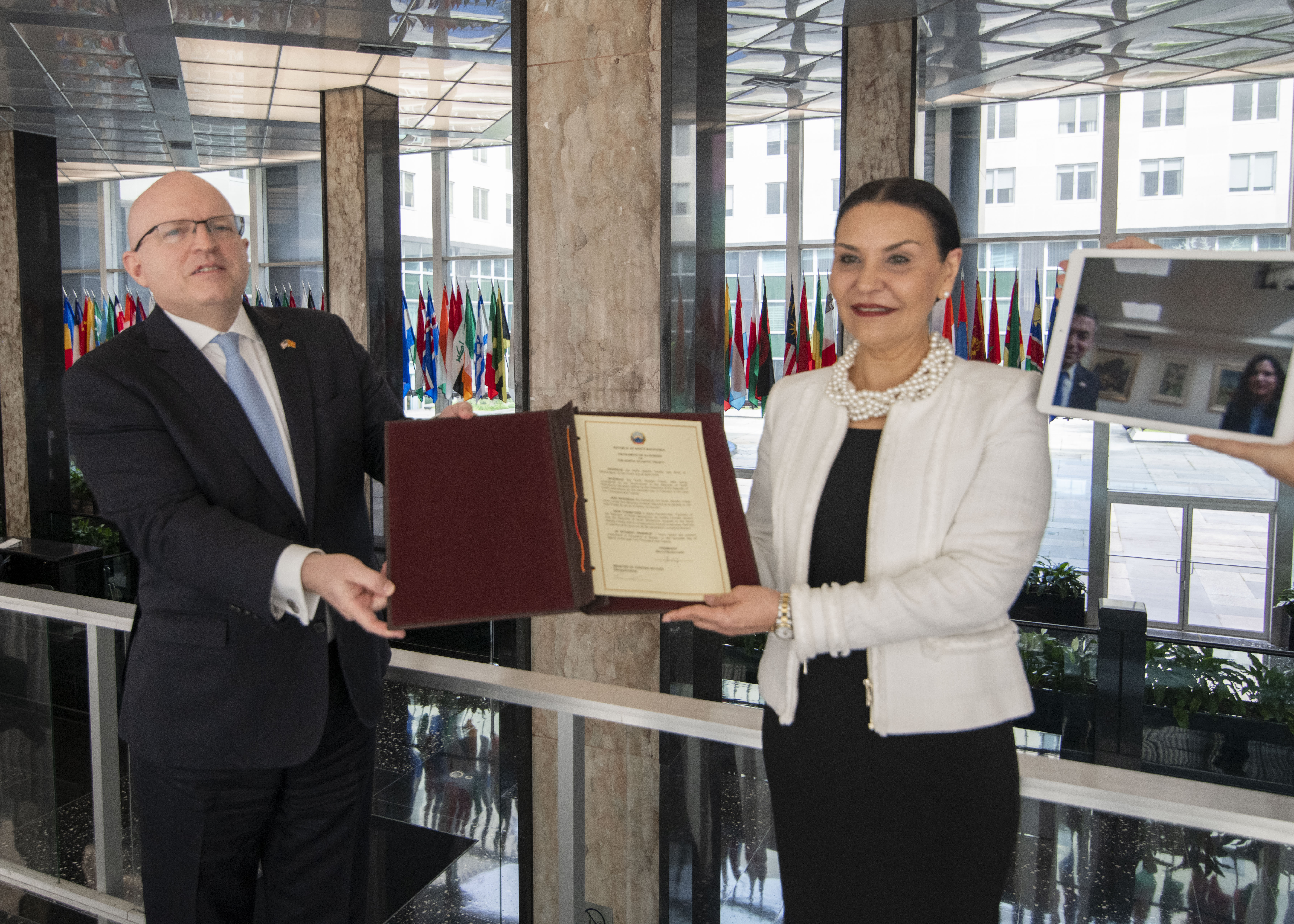
Macedonia de Nord devine membru NATO

- 29 martie: Numărul total de decese de COVID-19 depășește 30.000, iar numărul total de persoane infectate ajunge la peste 663.000.[33]
- 30 martie: Muzeul Singer din orașul Laren, Țările de Jos, anunță că tabloul „Lentetuin” pictat de Vincent van Gogh, o pictură din 1884 ce prezintă grădina casei parohiale din Neunen, a fost furat în timp ce muzeul era închis din cauza pandemiei de coronavirus.[34]
- 30 martie: Ca urmare a faptului că din cele 2.109 cazuri confirmate cu coronavirus în România, 593 sunt în Suceava, autoritățile decid ca municipiul Suceava și opt comune limitrofe să intre în carantină totală, toate căile de acces în localități urmând să fie securizate de Armată și Poliție.[35]

## Nașteri
Jigme Ugyen Wangchuck, al doilea copil al regelui Jigme Khesar Namgyel Wangchuck din Bhutan și al soției sale, regina Jetsun Pema

## Decese
- 2 martie: Farrell McElgunn, 88 ani, om politic irlandez, membru al Parlamentului European (1973), (n. 1932)
- 3 martie: CC (CopyCat, Carbon Copy), 18 ani, pisică (rasă domestică cu păr scurt tigrat), primul animal de companie clonat (n. 2001)
- 3 martie: Michael Cullin, 75 ani, diplomat și scriitor francez (n. 1944)
- 3 martie: Stanisław Kania, 92 ani, politician comunist polonez (n. 1927)
- 4 martie: Javier Pérez de Cuéllar, 100 ani, diplomat și politician peruvian, secretar general ONU (1982–1991), (n. 1920)
- 6 martie: Nicolae Dan Cristescu, 91 ani, matematician român (n. 1929)
- 7 martie: Fatemeh Rahbar, 56 ani, politiciană iraniană (n. 1964)
- 8 martie: Max von Sydow, 90 ani, actor suedez (n. 1929)
- 10 martie: Mihai Donțu, 46 ani, actor român și regizor de teatru (n. 1973)
- 11 martie: Lucian Bolcaș, 77 ani, politician român (n. 1942)
- 12 martie: Michel Roux, 78 ani, chef și restaurator francez (n. 1941)
- 13 martie: Miki Alexandrescu, 68 ani, jurnalist și comentator sportiv român, specializat în Formula 1 (n. 1951)
- 13 martie: Carmen Galin (Eugenia-Carmen Galin), 73 ani, actriță română de teatru și film (n. 1946)
- 13 martie: Dana Zátopková, 97 ani, atletă cehă (n. 1922)
- 14 martie: Ion Traian Ștefănescu, 78 ani, comunist român (n. 1942)
- 14 martie: Nihal Yeğinobalı, 93 ani, scriitoare turcă (n. 1927)
- 16 martie: Stuart Whitman (Stuart Maxwell Whitman), 92 ani, actor american de film și televiziune (n. 1928)
- 17 martie: Eduard Limonov, 73 ani, romancier și politician rus (n. 1943)
- 17 martie: Betty Williams, 76 ani, activistă nord-irlandeză, laureată a Premiului Nobel pentru Pace (1976), (n. 1943)
- 18 martie: Rose Marie Compaoré, 61 ani, politiciană din Burkina Faso (n. 1958)
- 20 martie: Iryna Bekeșkina, 68 ani, sociologă ucraineană (n. 1952)
- 20 martie: Kenny Rogers, 81 ani, cântăreț american de muzică country (n. 1938)
- 21 martie: Marguerite Aucouturier, 87 ani, psihanalistă franceză (n. 1932)
- 21 martie: Aileen Baviera, 60 ani, politologă și sinologă filipineză (n. 1959)
- 21 martie: Lorenzo Sanz, 77 ani, businessman spaniol (n. 1943)
- 22 martie: Petru Bogatu, 68 ani, jurnalist din Republica Moldova (n. 1951)
- 22 martie: Cătălin Caragea,  22 ani, cântăreț și compozitor, vocalist al trupei “7 Klase” (n. 1997)
- 22 martie: Ciprian Foiaș, 86 ani, matematician american de etnie română (n. 1933)
- 22 martie: Mircea Ifrim, 81 ani, medic, profesor universitar și politician român (n. 1939)
- 22 martie: Vintilă Mihăilescu, 68 ani, autor, publicist, psihosociolog și antropolog cultural român (n. 1951)
- 22 martie: Vasile Ouatu, 70 ani, politician și om de afaceri român (n. 1949)
- 23 martie: Lucia Bosè (n. Lucia Borloni), 89 ani, actriță italiană de film (n. 1931)
- 23 martie: Carole Brookins, 76 ani, economistă americană (n. 1943)
- 23 martie: Carlo Casini, 85 ani, om politic italian, membru al Parlamentului European (2004-2009), (n. 1935)
- 23 martie: Niko Nitai, 88 ani, actor evreu, regizor de teatru și dramaturg israelian, originar din România (n. 1931)
- 23 martie: Júlia Sigmond, 90 ani, actriță maghiară (n. 1929)
- 24 martie: John Campbell-Jones, 90 ani, pilot britanic de Formula 1 (n. 1930)
- 24 martie: Manu Dibango, 86 ani, muzician și compozitor camerunez (n. 1933)
- 24 martie: Alfred Gomolka, 77 ani, om politic german (n. 1942)
- 24 martie: Stuart Gordon, 72 ani, regizor american, scenarist, producător de film și teatru (n. 1947)
- 24 martie: Jenny Polanco, 62 ani, creatoare de modă din Dominica (n. 1958)
- 24 martie: Albert Uderzo, 92 ani, desenator și scenarist de benzi desenate francez, creatorul benzii desenate Asterix, alături de René Goscinny (n. 1927)
- 25 martie: Paul Goma, 84 ani, scriitor român, refugiat politic la Paris, anticomunist, liderul Mișcării pentru drepturile omului din 1977 în România (n. 1935)
- 25 martie: Horia Stoicanu, 70 ani, compozitor, textier, solist vocal și instrumentist (chitară) român (n. 1949)
- 26 martie: María Teresa de Bourbon-Parma, 86 ani, academiciană și activistă politică francezo-spaniolă (n. 1933)
- 26 martie: Constantin Drăgănescu, 83 ani, actor român (n. 1936)
- 26 martie: Naomi Munakata, 64 ani, dirijoare corală și profesoară universitară braziliană de etnie japoneză (n. 1955)
- 28 martie: Kerstin Behrendtz, 69 ani, prezentatoare suedeză de radio și director muzical pentru programele Sveriges Radio (n. 1950)
- 28 martie: Denise Millet, 86 ani, ilustratoare și artistă de benzi desenate, franceză (n. 1933)
- 28 martie: Ștefan Sileanu, 80 ani, actor și pictor român (n. 1939)
- 29 martie: Philip Warren Anderson, 96 ani, fizician american, laureat a Premiului Nobel (1977), (n. 1923)
- 29 martie: Krzysztof Penderecki, 86 ani, compozitor, dirijor și pedagog polonez de muzică clasică (n. 1933)
- 30 martie: Milutin Knežević, 71 ani, prelat ortodox sârb (n. 1949)
- 30 martie: Ashley Mote, 84 ani, om politic britanic (n. 1936)
- 30 martie: Martin Tudor, 43 ani, fotbalist și antrenor român (n. 1976)
- 30 martie: Bill Withers (n. William Harrison Withers, jr.), 81 ani, cântăreț și textier american (n. 1938)
- 31 martie: Julie Bennett, 88 ani, actriță și actriță de voce americană (n. 1932)
- 31 martie: Szabolcs Fazakas, 73 ani, om politic maghiar, membru al Parlamentului European (2004-2009), (n. 1947)
- 31 martie: Gita Ramjee, 63 ani, cercetătoare și om de știință ugandezo-sud-africană (n. 1956)